# Albertshof (Wiesenttal)

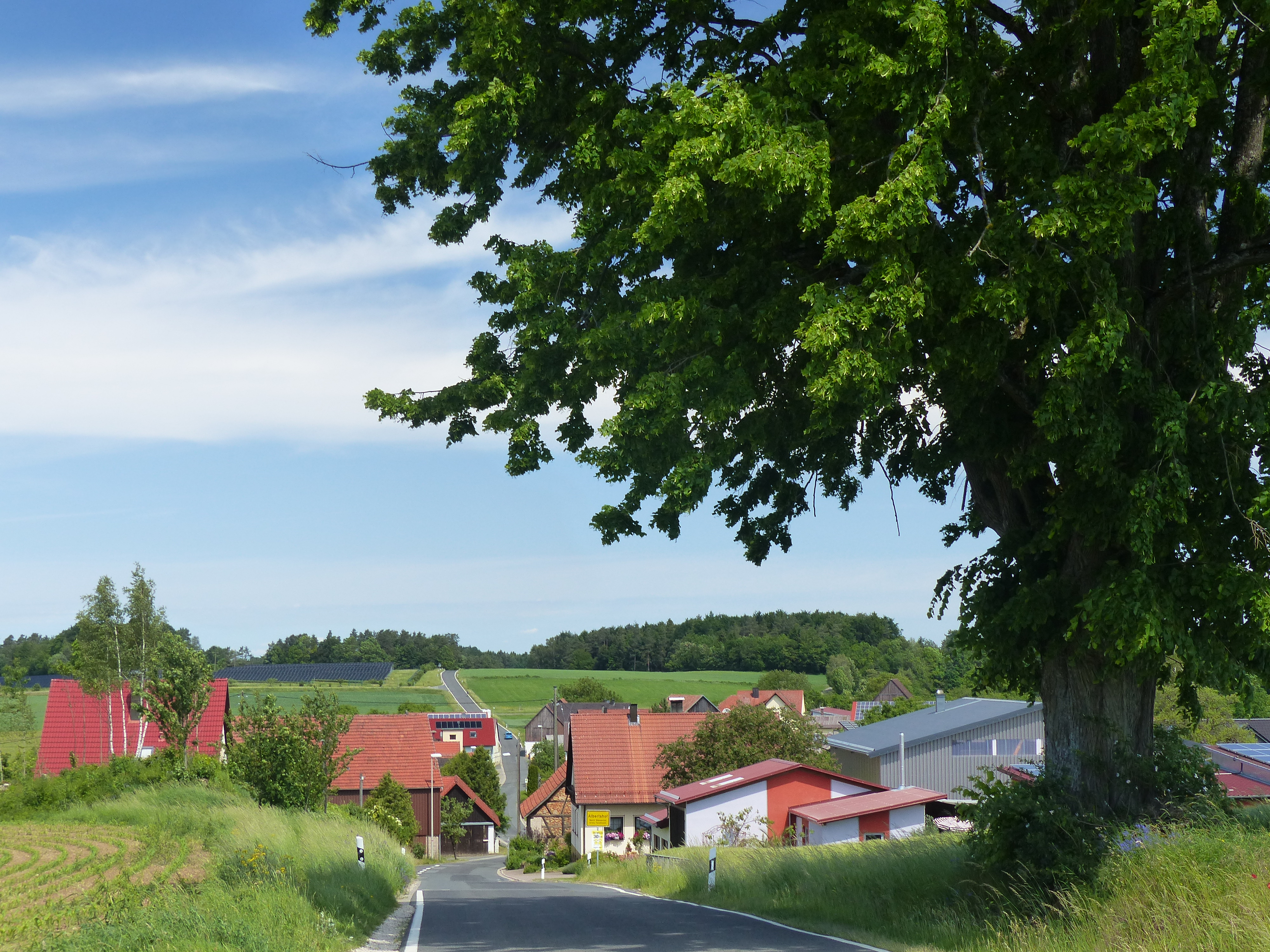
Albertshof von Süden her gesehen

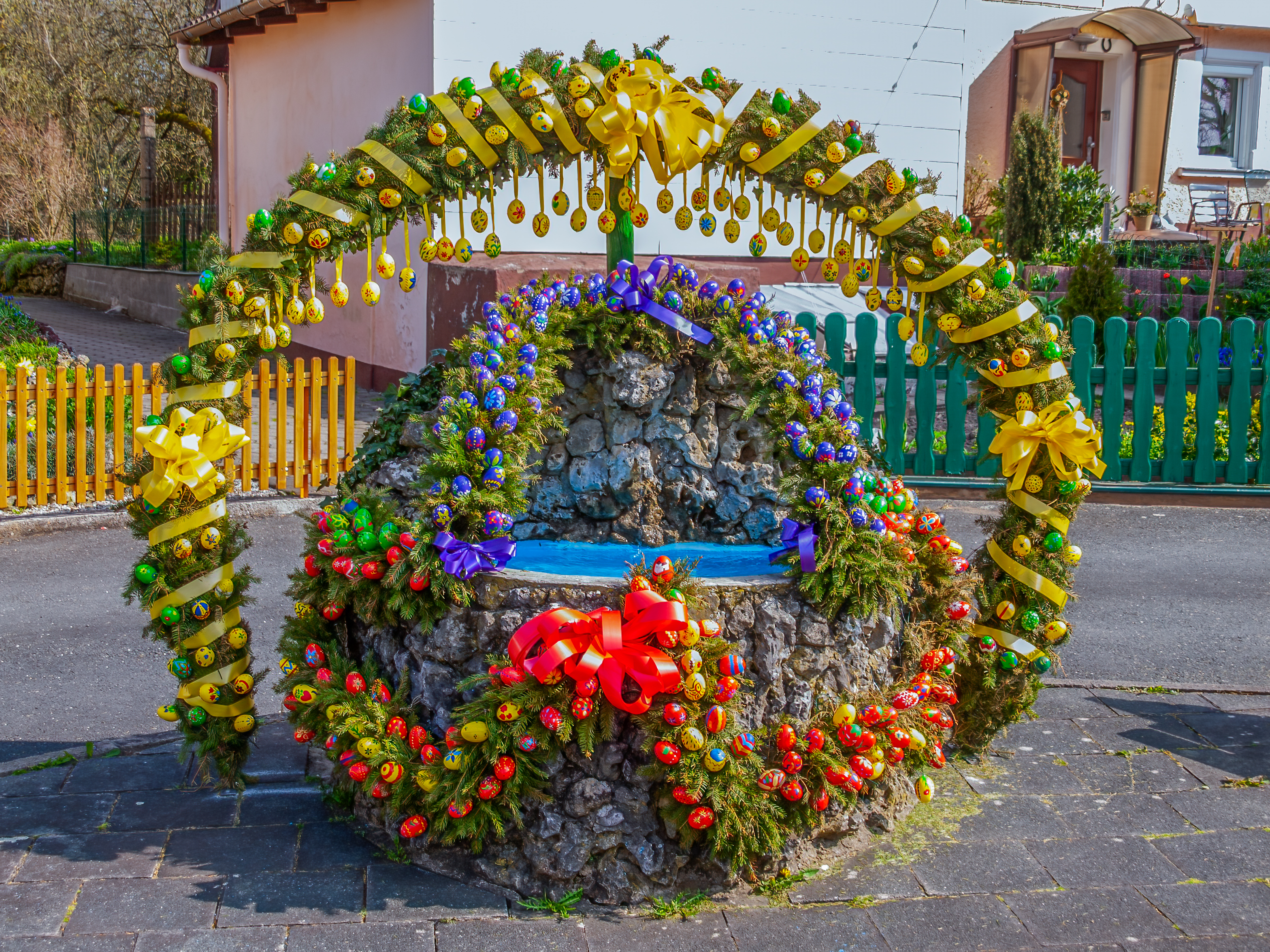
Osterbrunnen in Albertshof

Albertshof ist ein Gemeindeteil des Marktes Wiesenttal im Landkreis Forchheim (Oberfranken, Bayern).

## Geografie
Das in der Wiesentalb gelegene Dorf befindet sich etwa eineinhalb Kilometer nordnordöstlich des Wiesenttaler Gemeindesitzes Muggendorf auf einer Höhe von 458 m ü. NHN.

## Geschichte

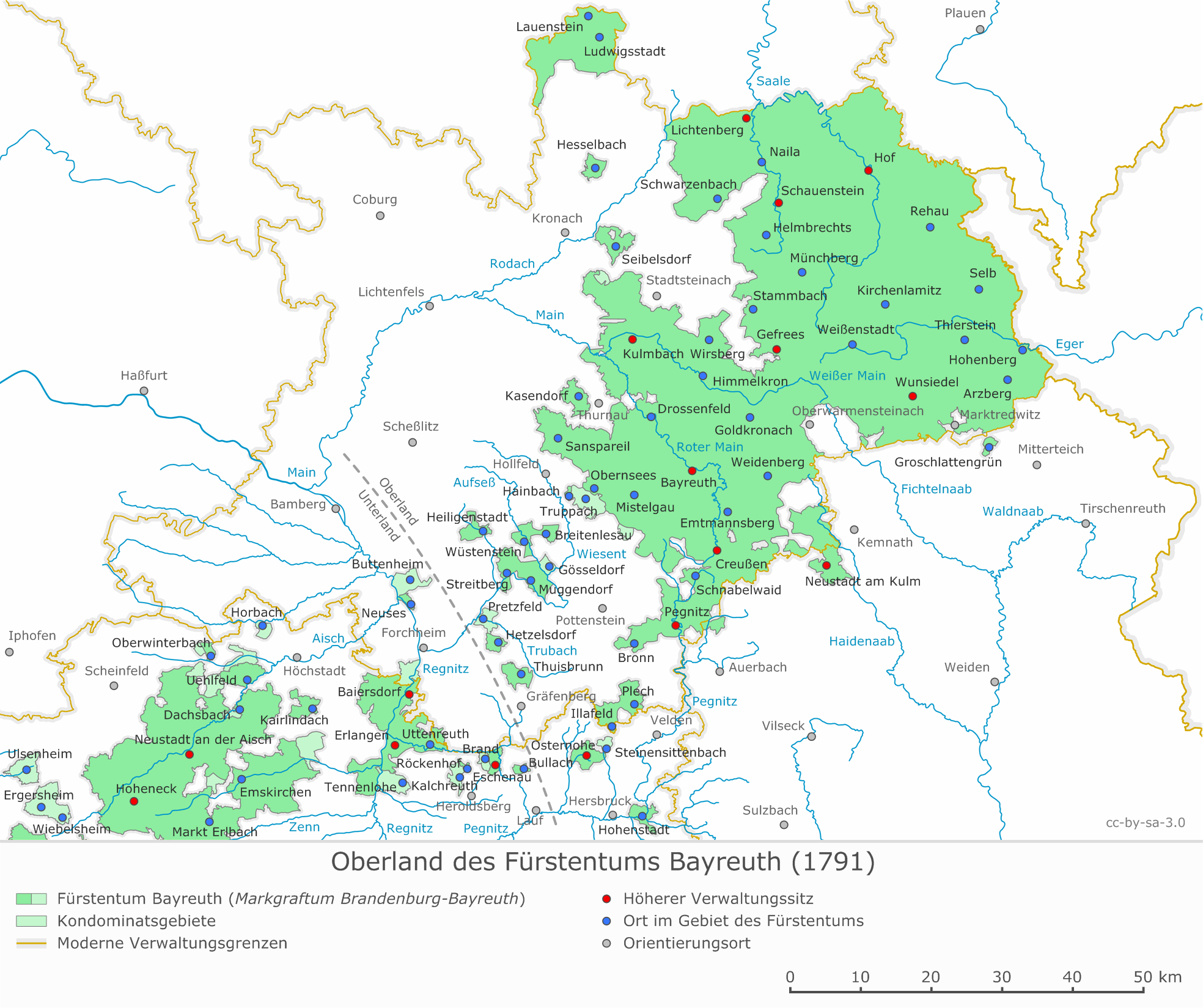
Das Oberland des Fürstentums Bayreuth mit dem Kastenamt Streitberg

Der Ort wurde 1333 als „Albershouwen“ erstmals urkundlich erwähnt. Das Grundwort des Ortsnamens repräsentiert mit der alt- und mittelhochdeutschen Bezeichnung „Hof“ den Inbegriff des Eigentums an Grundbesitz und Bauwerken, während das Bestimmungswort auf den Personennamen „Albert“ zurückgeht.
Bis zum Ende des 18. Jahrhunderts unterstand Albertshof der Landeshoheit des auch als Markgraftum Brandenburg-Bayreuth bezeichneten Fürstentums Bayreuth. Die im fränkischen Raum hierfür maßgebliche Dorf- und Gemeindeherrschaft wurde dabei vom Kastenamt Streitberg ausgeübt. 1791/1792 wurde Albertshof preußisch, nachdem der letzte hohenzollernsche Markgraf Karl Alexander gegen eine Leibrente auf seine Herrschaftsgebiete verzichtet und diese an das von seinen königlichen Verwandten regierte Königreich Preußen übergeben hatte. Das Königreich bildete aus diesen zersplitterten Gebietsteilen das von Ansbach aus verwaltete Territorium Ansbach-Bayreuth. Im Rahmen des mit dem Kurfürstentum Bayern abgeschlossenen Hauptlandesvergleichs trat das preußische Königreich dann unter anderem das gesamte Kastenamt Streitberg an das Kurfürstentum ab, wodurch auch Albertshof bayerisch wurde.
Durch die zu Beginn des 19. Jahrhunderts im Königreich Bayern durchgeführten Verwaltungsreformen wurde Albertshof mit dem Zweiten Gemeindeedikt 1818 eine Ruralgemeinde, zu der die beiden Dörfer Neudorf und Voigendorf sowie die Einöde Kuchenmühle gehörten. Im Zuge der kommunalen Gebietsreform in Bayern wurde die Gemeinde Albertshof am 1. Januar 1972 Bestandteil der neu gebildeten Flächengemeinde Wiesenttal.